# ورد سنمي
ورد سنمي (الاسم العلمي:Rosa cymosa) هو نوع من النباتات يتبع جنس الورد من الفصيلة الوردية.